# Boletina sibirica
Boletina sibirica är en tvåvingeart som beskrevs av Ostroverkhova 1970. Boletina sibirica ingår i släktet Boletina och familjen svampmyggor. Inga underarter finns listade i Catalogue of Life.